# Il vendicatore mascherato
Il vendicatore mascherato è un film del 1964 diretto da Pino Mercanti.

## Trama
Massimo torna a Venezia dopo anni passati a combattere contro i turchi. Ritrova la sua amata Elena, che nel frattempo si è sposata con il doge che sta tiranneggiando la città. 
Nonostante la delusione, egli passa ad interessarsi alla bella Katarina. Decide di mettersi alla guida del gruppo di ribelli dopo che un suo carissimo amico viene ucciso sotto tortura per aver ordito una trama per eliminare il doge.

## Produzione
Le riprese si sono svolte negli stabilimenti Bruno Ceria di Trieste.